# Obszar Chronionego Krajobrazu Kozi Bór
Kozi Bór – obszar chronionego krajobrazu w województwie lubelskim utworzony w 1990 roku. Jego powierzchnia liczy 12 820,09 ha. Znajduje się na terenie gmin: Żyrzyn, Końskowola, Kurów, Markuszów (powiat puławski), Abramów, Kamionka (powiat lubartowski) oraz Garbów (powiat lubelski). Sąsiaduje z Kozłowieckim Parkiem Krajobrazowym.
Tereny te objęto ochroną ze względu na wyróżniający się krajobraz o zróżnicowanych ekosystemach, wartościowy ze względu na możliwość zaspokajania potrzeb związanych z turystyką i wypoczynkiem, a także pełnioną funkcją korytarzy ekologicznych.
Przeważa tu krajobraz równinny, a ponad 44% powierzchni zajmują lasy, głównie bory mieszane i świeże, a ponadto bory bagienne, świetliste dąbrowy, grądy, olsy i łęgi. Duże powierzchnie zajmują łąki, a lokalnie spotykane są niewielkie torfowiska.
Z rzadszych gatunków roślin występują tu m.in.: podkolan biały, podkolan zielonawy, wawrzynek wilczełyko, mieczyk dachówkowaty i orlik pospolity. 
Na terenie obszaru znajdują się legowiska bociana czarnego, a dwa śródleśne jeziorka (Rejowiec i Duży Ług) są ostoją rzadkich gatunków ptactwa wodnego. Występuje tu także kilka rzadkich gatunków nietoperzy.